# 기린
기린(麒麟)은 기린과의 포유동물로서 기린속에 속하는 동물의 총칭이다. 목이 긴 육상 동물이며 또한 가장 큰 반추 동물이기도 하다. 수컷은 키가 4.8m~5.5m이며 몸무게는 1,700kg까지 나간다. 암컷은 보통 수컷보다 약간 작다. 몸 색깔은 대개 주황색이 도는 갈색, 적갈색 또는 검은색의 패치 모양의 얼룩이, 크림색이 도는 엷은 황색의 그물눈에 의해 구획되어 있다. 기린은 사슴 및 소와 생물학상 관계가 있으며, 기린과 오카피 단 두 속만으로 구성되는 기린과에 속한다.

## 서식지
기린의 분포 지역은 서아프리카의 차드에서 남아프리카 공화국까지에 이른다. 기린은 사바나, 초원 또는 개방된 삼림 지대에 서식하며, 아카시아가 많이 자라는 지역을 좋아한다. 성체 기린은 천적이 사자와 나일악어밖에 없다. 하지만 뒷다리가 매우 세며, 발차기 한방에 사자를 죽일수도 있다. 그러나 아기 기린의 천적은 사자, 치타, 표범, 하이에나, 리카온, 나일악어 등이다.

## 어원
‘기린’이란 이름은 명나라 때 붙은 것인데, 정화가 동아프리카에서 기린을 실어 명나라에 가져오자, 사람들이 이를 전설의 생물인 ‘기린(麒麟)’이라 부른 것에서 비롯한다. 일본어에서도 ‘기린’(일본어: キリン 기린, kirin[*])이라 부른다. 대만 민난어를 제외한 현대의 중국어에서는 기린을 장경록[긴 목 사슴](중국어 간체자: 长颈鹿, 정체자: 長頸鹿, 병음: Chángjǐnglù)이라고 한다.
페르시아어로는 조르나파(페르시아어: زرناپا, 주르나-다리)라고 부르는데, 이것이 아랍어 자라파(زرافة)를 거쳐 많은 언어에서 차용어가 되었고, 그 중에는 영어 지라프(giraffe) 등이 있다.

## 분류 및 진화

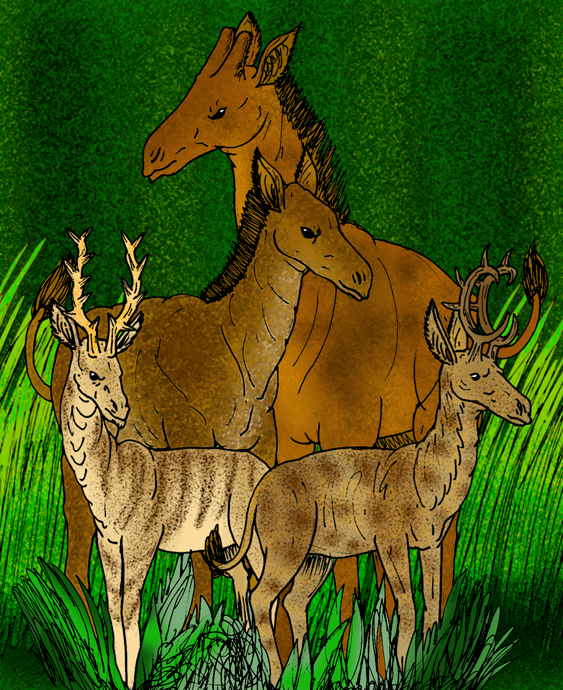
Palaeotragus (위쪽 2마리)와 Climacoceras (아래쪽 2마리)

기린은 약 300-500만 년 전 유럽과 아시아에 서식하던 큰 영양과 비슷한 3m 정도 크기의 포유류에서부터 진화했다. 최초의 기린은 신생대(新生代) 제3기 중의 한 시대인 초기 중신세(中新世, Miocene)에 나타난 Climacoceras이다. 외양은 사슴과 비슷하고, 머리에 사슴뿔과 비슷한 인각(麟角, Ossicone)이 있다. Climacoceras 이후로, 중기 중신세에는 Palaeotragus와 Samotherium가 나타났다. Palaeotragus는 머리에 기린과 매우 흡사한 인각(麟角)이 있다. 어깨부위까지는 키가 크지만, 여전히 현대의 기린보다는 목이 짧다. 기린과는 선신세(鮮新世, pliocene)에 나타났고, 오카피과는 홍적세(洪積世, Pleistocene)에 나타났다. 현대의 목이 긴 기린인 Giraffa camelopardalis는 1백만 년 전에 처음으로 나타났다.

### 하위 분류
현재 북부기린, 남부기린, 마사이기린, 그물무늬기린의 4개의 종과 9개의 아종(亞種)이 인정되고 있으며, 색깔, 무늬, 그리고 서식지를 기준으로 분류한다.

#### 북부기린("Giraffa camelopardalis")
기린의 모식종이다.
- 누비아기린(G.c. camelopardalis)
  - 서식지: 수단 동부, 콩고 공화국 동북부
  - 특징: 회백색 바탕에 밤색 사각 반점이 있다. 다리 안쪽에는 반점이 없다.

- 로스차일드기린(G.c. rothschildi)
  - 서식지: 우간다, 케냐 중북부
  - 특징: 크림색 테두리가 있는 짙은 갈색 또는 얼룩덜룩한 직사각형 반점이 있다. 무릎에도 반점이 있는 경우가 있다.

- 서아프리카기린(G.c. peralta)
  - 서식지: 나이지리아, 카메룬
  - 특징: 매우 많은 양의 희미한 황적색 반점이 있다. 나이지리아기린이라고도 한다.

- 코르도판기린(G.c. antiquorum)
  - 서식지: 수단 서부와 서남부
  - 특징: 다리 안쪽에 더 작고 불규칙한 반점이 덮고 있다.

#### 그물무늬기린(Giraffa reticulata)
서식지: 케냐, 에티오피아, 소말리아 동북부
특징: 밝은 흰색의 테두리로 둘러싸인 적갈색의 다각형 모양 큰 반점이 있다. 짙은 붉은색인 경우도 있으며 간혹 다리까지 덮는 경우가 있다.

#### 마사이기린(Giraffa tippelskirchi)
서식지: 케냐 중부와 남부, 탄자니아
특징: 노란 바탕에 어두운 쵸콜렛색 뾰족뾰족한 잎사귀모양의 반점이 있다.
- 토니크로프트기린(G.t. thornicrofti)
  - 서식지: 잠비아 동부
  - 특징: 별모양 또는 잎모양 반점이 다리 하부까지 위치한다.

#### 남부기린("Giraffa Giraffa")
- 앙골라기린(G.g. angolensis)
  - 서식지: 앙골라, 잠비아
  - 특징: 모서리가 V자로 파인 큰 반점이 있다. 간혹 다리 하부까지 연결된다.

- 남아프리카기린(G.g. giraffa)
  - 서식지: 남아공, 나미비아, 보츠와나, 짐바브웨, 모잠비크
  - 특징: 밝은 황갈색 바탕에 둥글거나 얼룩진 반점이 있다. 간혹 별모양으로 뻗은 반점이 있다. 배쪽까지 위치한다.

몇몇 학자들은 코르도판기린과 나이지리아기린을 같은 아종으로 분류한다. 누비아기린과 로스차일드기린, 앙골라기린과 케이프기린 역시 같은 아종으로 분류되기도 한다.
서로 인공적으로 이종교배가 가능하긴 하지만, 2007년 발표된 유전학적인 연구결과, 기린이 6개의 종으로 나뉘며, 강이든 숲이든 번식을 위한 환경적인 제한이 없음에도 불구하고, 서로 이종 교배를 하지 않는다는 사실을 알게 됐다. DNA 연구결과, 서로 가까운 곳에 서식하는 2종 -북부케냐의 그물무늬기린(G. camelopardalis reticulata)과 남부케냐의 마사이기린(G. c. tippelskirchi)— 이 염기서열상 13만~162만 년 정도 전에 분리된 것으로 추정된다.

## 기린의 몸

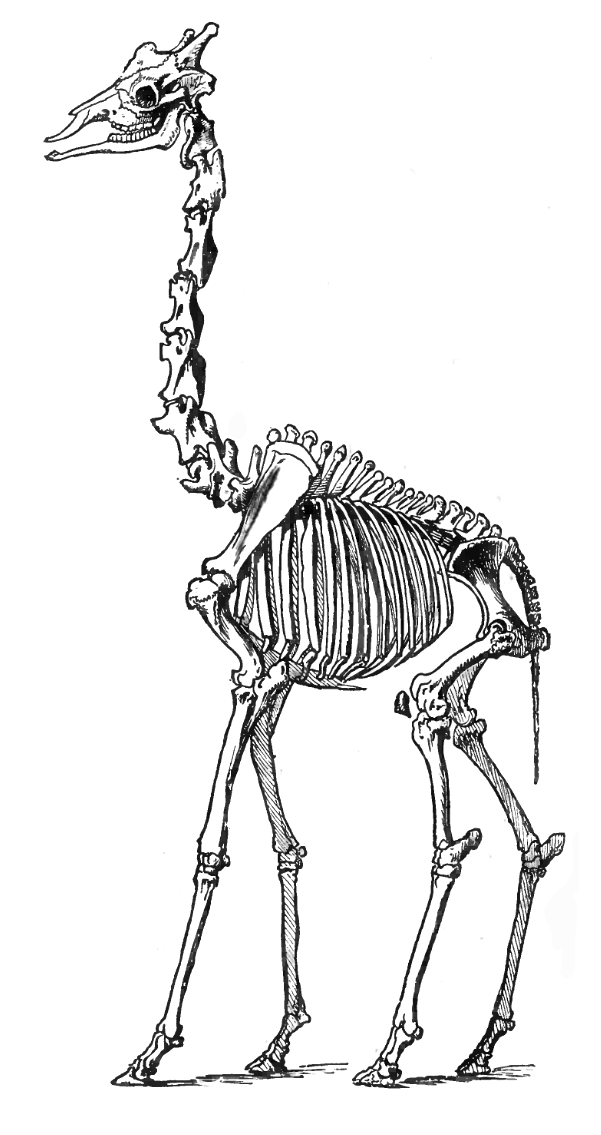
기린의 뼈구조 (illustrated by Richard Lydekker.)

수컷 기린은 뿔 끝까지 약 4.8-5.5m이며, 일반적으로 1300-1700kg이다. 암컷은 수컷보다 30-60cm 정도 작고, 200-400kg 정도 적다. 기린의 반점은 하복부를 제외한 전신에 분포하며, 각 기린마다 각기 다른 패턴을 가지고 있다.

### 뿔
암수 모두 뿔을 가지고 있으며, 암컷의 뿔이 좀 더 작다. 뿔은 골화된 연우로 구성되어 있으며, 인각(麟角, ossicone)이라 부른다. 뿔의 모양으로 암수의 구분이 가능한데, 암컷의 뿔은 꼭대기에 털이 나있는 반면, 수컷의 뿔은 털이 없다(목을 번갈아 부딪히며 싸우는 넥킹(necking) 때문이다.). 수컷들은 나이가 들면서 두개골에 칼슘을 침착시켜 혹(humps)을 형성하기도 하는데, 이 때문에 뿔이 3개로 보이는 경우가 있다. 기린은 모래나 먼지가 들어가지 않도록 콧구멍을 여닫을 수 있다.

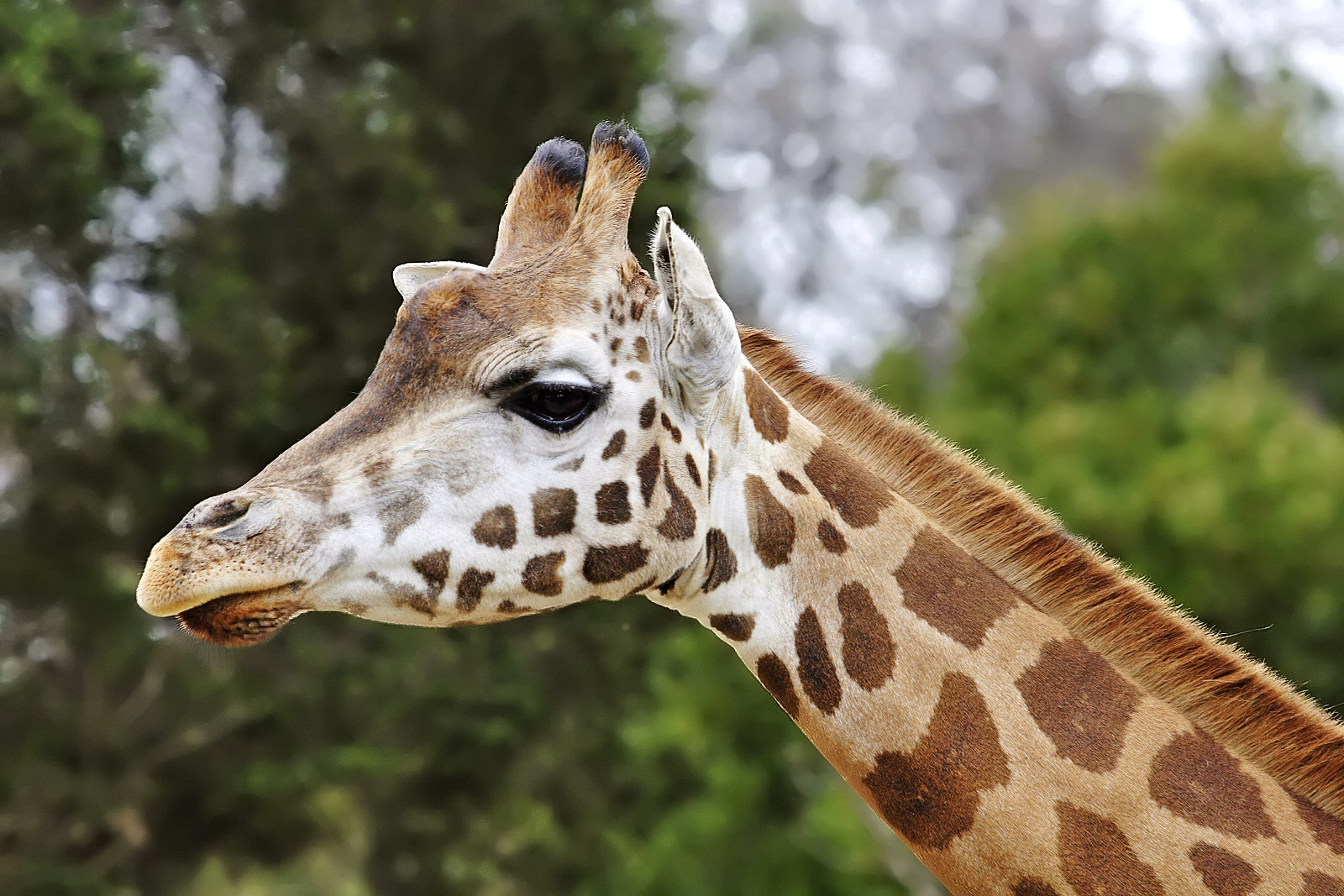
멜버른 동물원의 기린

### 목
긴 목을 이용하여 나뭇잎을 먹을 때 유용하며, 수컷끼리 텃세를 부릴 때도 요긴하게 사용한다. 일반적 포유류와 동일하게 7개의 목뼈로 구성돼 있으며, 각 뼈는 일반 동물보다 길다. 목뼈는 매우 유연한 관절로 구분돼 있다. 목 가장 아랫부분에는 돌기가 있으며, 어깨 위에서 위쪽으로 솟아 혹을 형성하며, 이 돌기는 근육을 고정하여 목을 꼿꼿하게 유지한다. 군지 메구가 밝힌 바로는 기린이 목을 사용할 때, 제 1 흉추도 사용한다는 것을 알아냈다.

### 다리와 보행
기린은 가늘고 긴 앞다리를 가지고 있는데, 뒷다리보다 약 10% 정도 길다. 기린의 걸음걸이는 느린 편이지만, 쫓길 경우 매우 빠른 속도로 달리는 것이 가능하다. 그러나 오랫동안 달리지는 못한다. 기린은 다리 길이 때문에 독특한 걸음걸이를 나타내는데, 천천히 걸을 때는 같은 편의 두 발을 동시에 번갈아가며 올려 걷고, 빠르게 뛸 때는 뒷다리가 앞다리보다 바깥쪽으로 벌어지는 형태로 달린다. 사자가 기린을 사냥할 때는, 기린의 가늘고 호리호리한 다리를 쳐서 넘어뜨리는 방법을 사용하지만, 기린이 스스로를 방어하기 위해 엄청난 힘으로 걷어찰 수 있기 때문에, 사자에게 기린은 매우 위험한 사냥감이다. 다 자란 기린에게 제대로 걷어차이면, 사자의 두개골이 산산조각나거나 척추가 부러질 수도 있다.

### 순환기계

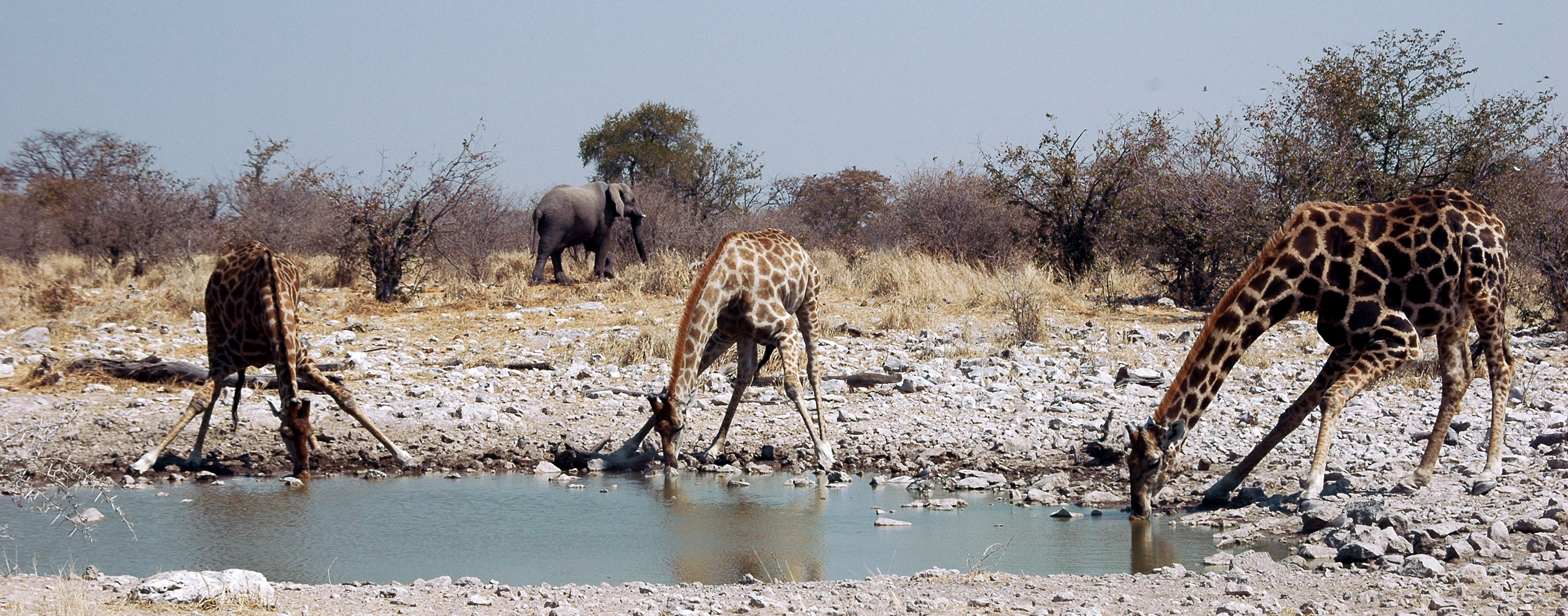
물을 마시기 위해 몸을 구부린 기린

기린의 진화과정에서, 순환기계가 특히 특별하게 진화하였다. 기린의 심장은 10kg 이상이고, 길이는 60cm 이상이며, 중력에 대항하여 높이 두뇌까지 혈액을 공급하기 위해 일반 대형동물보다 약 2배 강한 혈압을 유지한다. 목 상부에서는 소동정맥그물(rete mirabile)이라고하는 복잡한 혈압조절기관이 있어서, 기린이 물을 마시기 위해 머리를 아래로 내렸을 때 과다한 혈류가 머리에 흐르는 것을 방지한다. 반면, 다리혈관에는 엄청난 양의 혈압이 부하된다(체액의 무게가 아래로 누르기 때문이다.). 일반적인 동물이라면 그렇게 강한 혈압이 부하되면 혈관 밖으로 피가 빠져나가게 되지만, 기린은 매우 질기고 두꺼운 껍질이 표면을 감싸, 높은 혈관외압력을 유지하여 혈관을 유지한다. 전투기 조종사들이 입는 내중력복(耐重力服, G-suit)과 같은 원리이다.

## 습성

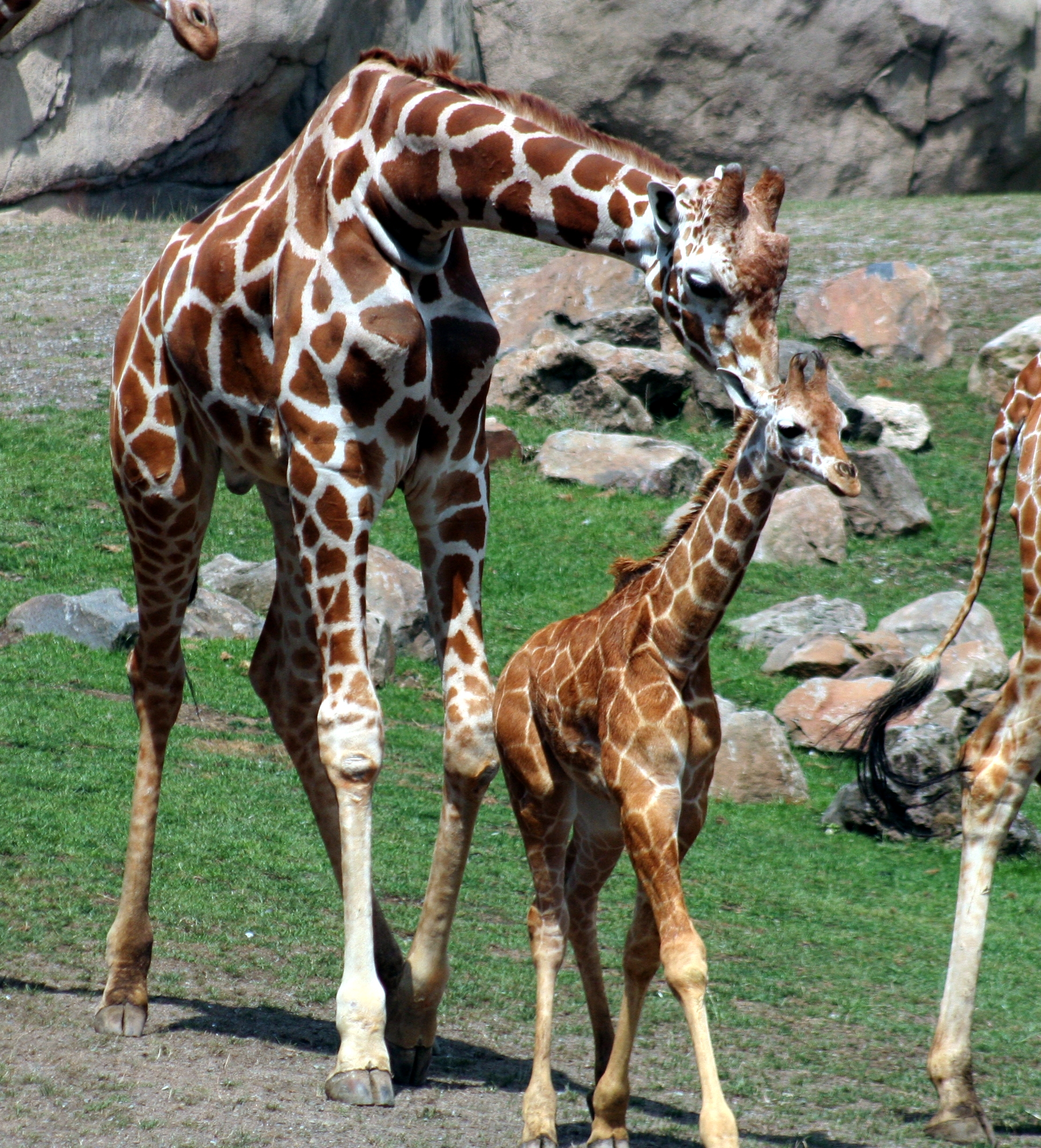
수컷 기린과 새끼 기린(San Francisco Zoo)

### 사회구조와 육아습성
암컷 기린들은 12마리 남짓 무리지어 생활하며, 젊은 수컷이 포함되기도 한다. 젊은 수컷은 대개 "독신"무리와 생활하거나, 혼자 생활한다. 짝짓기 행태는 일부다처제로, 적은 수의 수컷이 무리의 임신가능한 모든 암컷과 짝짓기를 한다. 수컷 기린은 암컷의 소변을 맛봐 여성호르몬을 감지함으로써 임신가능한 암컷인지 아닌지 구별해내며, 이때 나타나는 복잡한 과정을 플레멘 반응(Flehmen response)이라고 한다.
아프리카 초원에서 다양한 초식동물들은 기린과 함께 지내는 것을 선호한다. 기린은 키가 크고 멀리 넓게 볼 수 있기 때문에, 포식자를 먼저 발견하고 피하기 쉽기 때문이다.

### 생식
기린의 임신기간은 14-15개월이며, 한 번에 한 마리를 낳는다. 어미 기린은 선 채로 출산하며, 새끼 기린이 바닥으로 떨어지면서 종종 양막이 터지기도 한다. 갓 태어난 기린의 키는 약 1.8m이다.

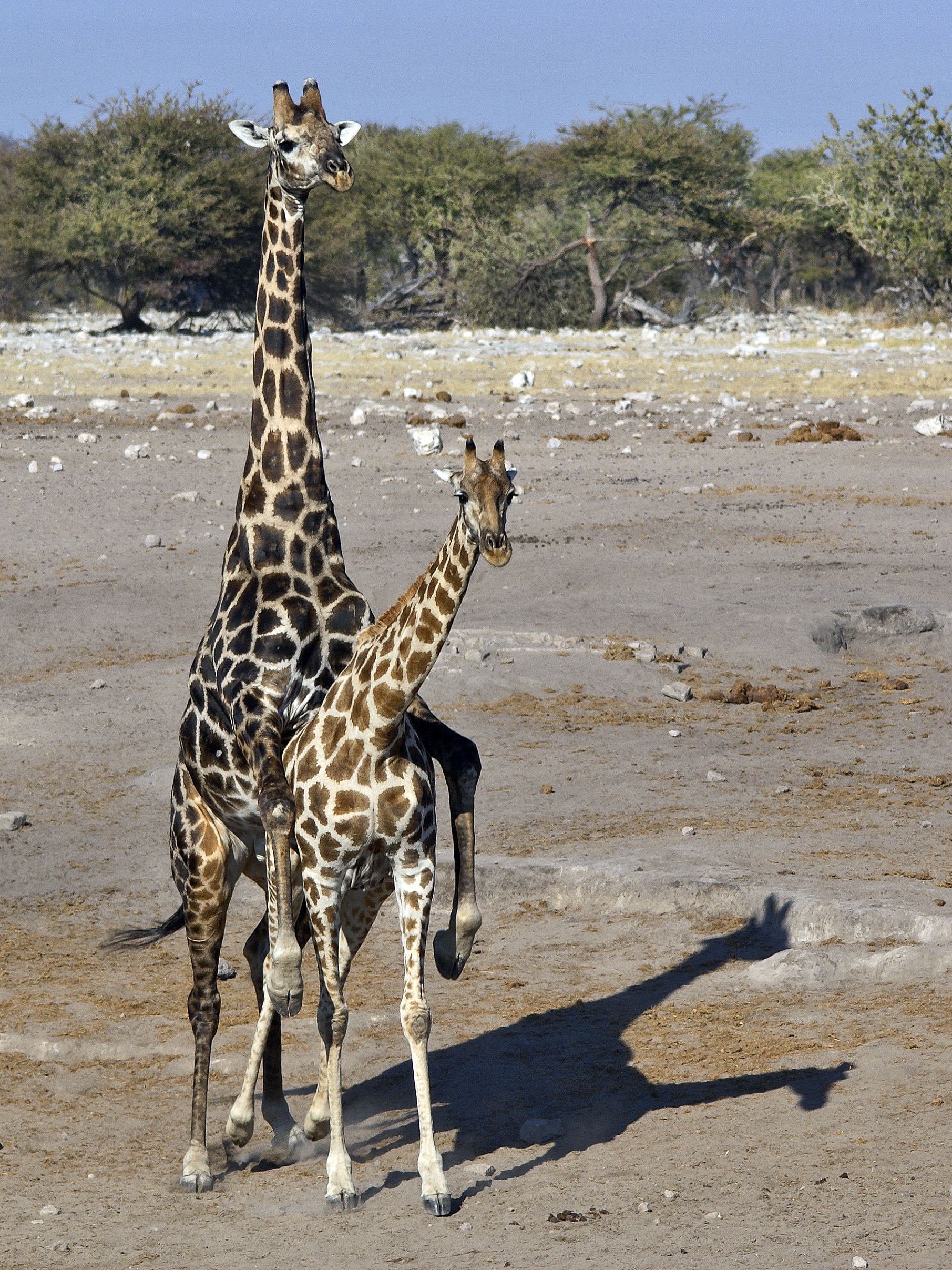
앙골라 기린의 짝짓기 (Chudop waterhole, Etosha, Namibia)

태어난 지 몇 시간 만에 새끼 기린은 생후 1주 된 기린과 비슷한 수준으로 달릴 수 있다. 그러나 첫 2주 동안, 대부분의 시간을 앉아서 보내며 어미 기린의 보호를 받는다. 천적이 사자와 나일악어인 성체 기린과 달리 새끼 기린의 천적은 사자, 치타, 표범, 점박이하이에나, 아프리카들개, 나일악어 다. 새끼 기린의 특징적인 무늬는 일종의 위장효과가 있는 것으로 추측되고 있다. 새끼 기린의 25-50%만이 어른 기린이 되며, 수명은 야생에서 20-25년, 동물원에서 28년 정도이다.

### 넥킹(Necking)

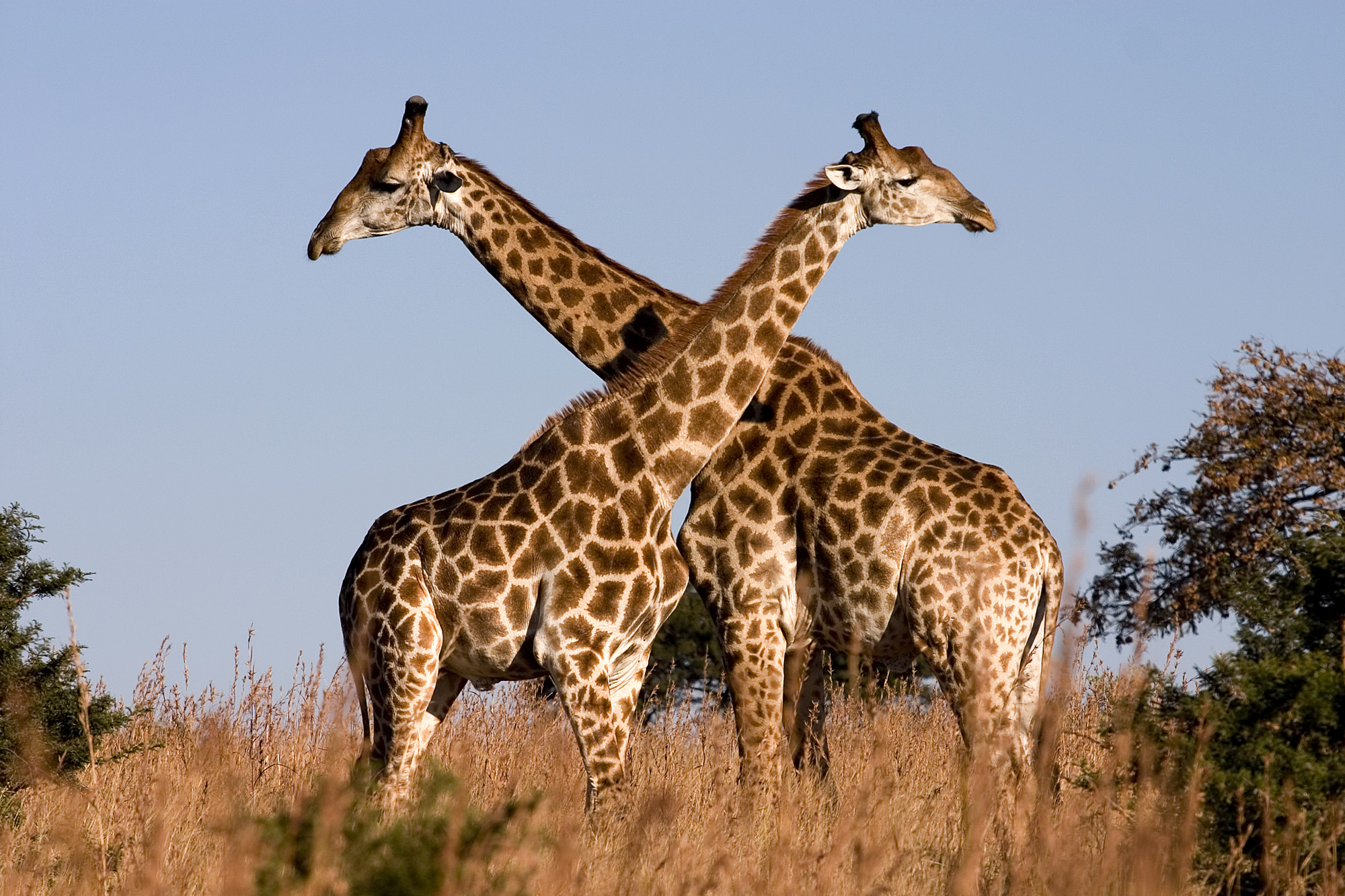
넥킹 중인 수컷들

위에 언급한바와 같이, 수컷들은 싸울 때 서로 목을 부딪히는데 이를 넥킹(necking)이라고 한다. 넥킹으로 목숨을 잃는 경우도 있지만, 대부분의 경우 그리 심각하지 않다. 목이 길고 머리가 무거운 기린일 수록 한방에 강한 충격을 줄 수 있다. 넥킹을 잘한 수컷일수록 임신 가능한 암컷에게 인기가 많기 때문에, 기린의 기다란 목은 '성선택(sexual selection)'의 결과로 생각된다.
넥킹으로 싸움이 끝나지 않으면, 기린은 직접 머리로 상대를 강력하게 타격하는데, 종종 상대방이 쓰러질 때까지 하기도 한다. 이런 싸움은 대부분 수분만에 끝나며 상대방이 물리적인 부상을 당한 경우 대부분 끝난다.
넥킹은 애정표현의 수단으로 사용하기도 하는데, 보통 수컷끼리 목을 서로 쓰다듬고 마운팅하기도 한다. 동성끼리 애정표현하는 비율은 30-75%이며, 특정지역에서는 마운팅의 94%가 동성끼리 하는 것으로 보고되었다. 20마리 중 1마리는 수컷에게 애정표현을 목적으로 넥킹하는 것으로 알려져있다. 반면 암컷들은 동성끼리 마운팅하는 경우가 1%정도 라고 한다.

### 정형행동(Stereotypic behaviour)
많은 동물들은 동물원처럼 갇힌 곳에서 생활할 때 부자연스러운 이상행동을 하는데, 이런 것을 정형행동(Stereotypic behaviour)라고 한다. 특히 기린은 자연환경에서 떨어졌을 때 특징적인 이상행동을 하는데, 근처에 돌출된 물건을 계속해서 빨거나 혀로 핥는다. 이는 새끼 때 어미 젖을 빨던 무의식에 의한 것으로 추측되며, 인간의 손에 자란 기린이나, 다른 동물에서는 나타나지 않는 이상행동이다. 이런 이상행동은 문화사회적인 스트레스 때문에 나타나는 것이므로, 정서적으로 기분전환을 해줄 수 있는 장난감, 냄새, 음식 등의 오락거리로 완화시키는 것이 가능하다.

### 섭식과 청소
기린은 나무의 잔가지의 풀을 뜯는데, 특히 미모사를 선호한다. 물론 미모사 외의 다른 식물도 먹는다. 기린은 매일 63kg의 잎사귀와 잔가지를 먹을 수 있다. 반추동물이므로, 일단 씹어 삼킨 후, 반쯤 소화된 것을 다시 입으로 게워 씹는다. 이 과정은 여러차례 반복된다.

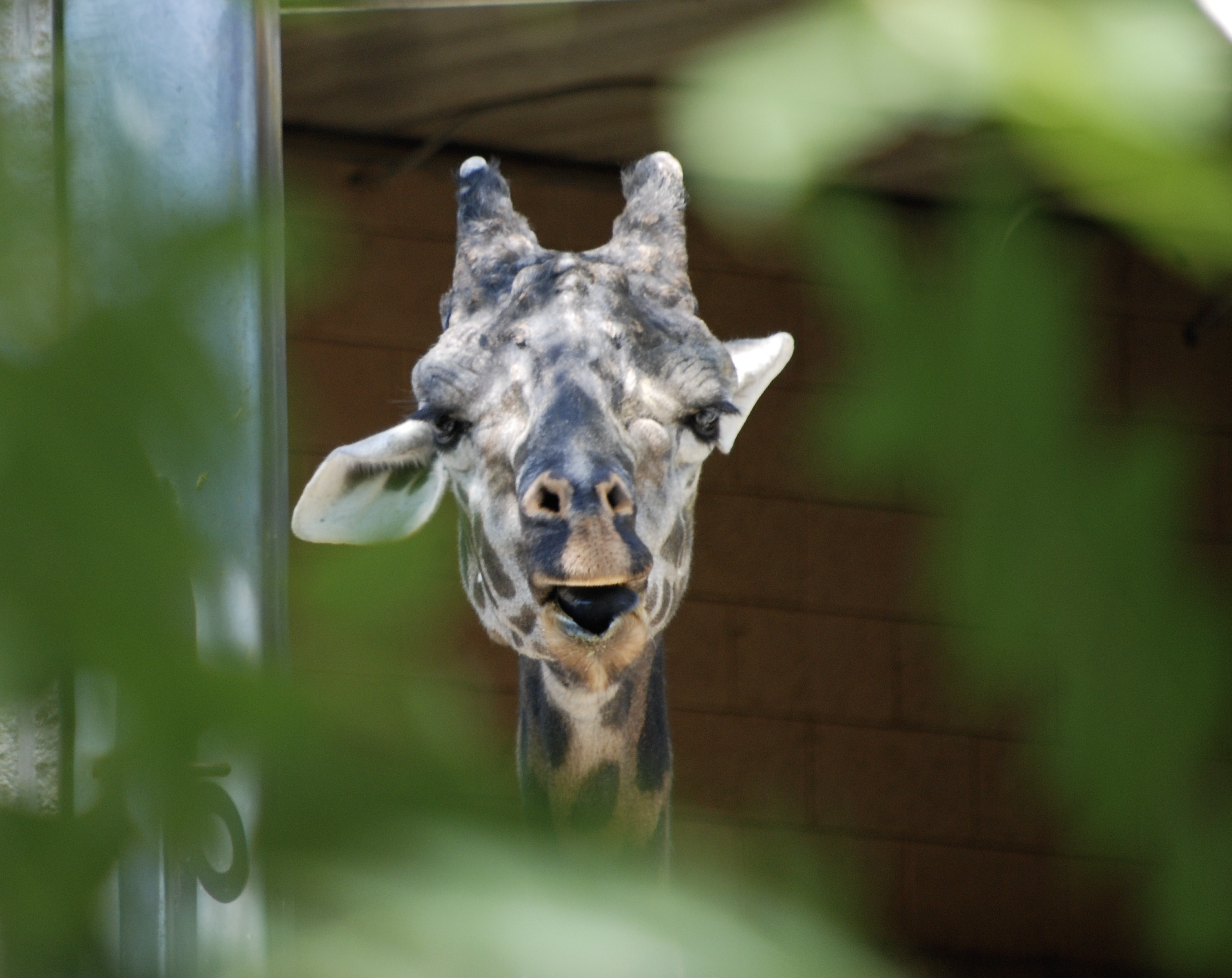
수컷이 기침같은 소리로 짝을 부르고 있다. 로드아일랜드주 프로비던스의 로저 윌리엄스 파크 동물원.

기린은 벌레가 얼굴 어디에 달라붙든, 기다란 혀로 쫓아낼 수 있다(약 45cm). 혀는 나뭇가지의 가시 등도 먹을 수 있도록 거칠거칠하다. 남아프리카의 기린은 아카시아나무를 먹는데, 혀와 입술이 아카시아의 가시를 무시하고 먹을 수 있도록 충분히 거칠고 강인하다.

### 수면
기린은 포유류 중에서 매우 짧은 잠을 자는 동물 중의 하나인데, 24시간 동안 10분에서 2시간 정도 수면하며, 하루 평균 1.9시간 수면한다.

### 의사소통
기린은 일반적으로 조용하고 소리를 내지 않지만 특정 경우 다양한 소리를 낸다. 수컷이 구애할 때는 커다란 기침소리를 낸다. 암컷들은 이에 답해 휘파람소리나 큰바람소리를 낸다.새끼 기린은 매애-, 또는 고양이 울음소리 같은 소리를 낸다. 또한, 기린은 으르렁거리거나, 콧김을 내뿜거나, 쉿쉿 소리, 또는 피리같은 소리를 낼 수 있다. 최근의 연구에 의하면, 기린들이 초저주파로 의사소통한다는 증거들이 있다고 한다.

## 인간과의 상호관계

### 보존
기린은 가죽, 털, 고기를 얻으려는 인간에 의해 사냥되고 있다. 또한, 기린들의 서식지 역시 파괴되고 있다. 사헬지역에서는 나무들이 땔감이나 가구용 원목으로 벌목되고 있다. 일반적으로, 기린은 머리위에 나무가 있으면 비교적 쉽게 먹이공급을 할 수 있기 때문에 다른 가축들과 함께 지낼 수 있다.
기린의 개체수는 서아프리카에서 감소하고 있지만, 동부와 남부 아프리카에서는 안정적으로 유지되고 있다. 사설 야생동물보호구역과 은신처가 인기를 끌면서 확대되고 있기 때문이다. 기린은 대부분의 서식지에서 보호종이다. 전체 아프리카 기린 개체수는 약 111,000마리에서 150,000마리로 추정된다. 케냐(45,000), 탄자니아(30,000), 보츠와나(12,000)가 가장 많은 개체수를 보유하고 있다.
동물원에 사는 기린에게 닥칠 수 있는 예측 불가능한 위험요소라면, 대개 동물원에서 가장 큰 개체이다보니 번개를 맞는 경우가 간혹 있다. 야생에서는, 주변에 산재하는 나무들 때문에 번개에 맞을 확률이 낮을뿐더러, 기린의 서식지는 번개가 잘 발생하지 않는다. NASA의 인공위성이 1 제곱미터당 구름에서 땅으로 번개가 치는 것을 관찰한 결과, 기린의 서식지의 번개 빈도수는 평균보다 낮았다.